# Anthrax
Anthrax är ett amerikanskt thrash metal-band från New York som bildades 1981 och släppte sitt debutalbum, Fistful of Metal 1984. Anthrax var ett av de populäraste thrash metal-banden under 1980-talet och anses tillsammans med Metallica, Megadeth och Slayer tillhöra "The Big Four of Thrash". De har sålt över 10 miljoner skivor. Bandets senaste skiva For All Kings kom 2016. En av bandets mest välkända låtar är "Caught in a Mosh" från albumet Among the Living vilket blivit något av bandets signaturmelodi.

## Historia

### Bildandet och debuten (1981 – 1983)

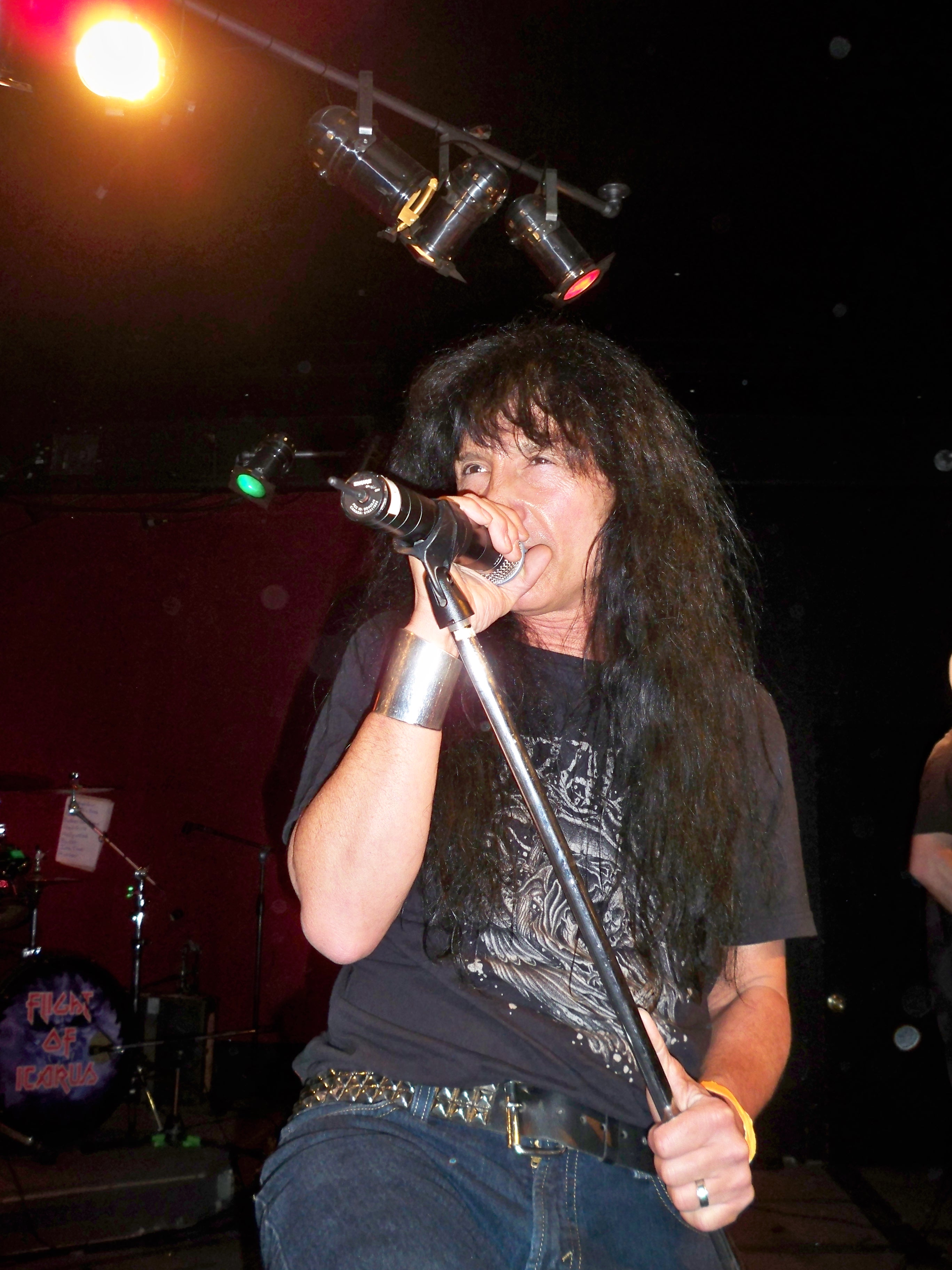
Joey Belladonna, 2009.

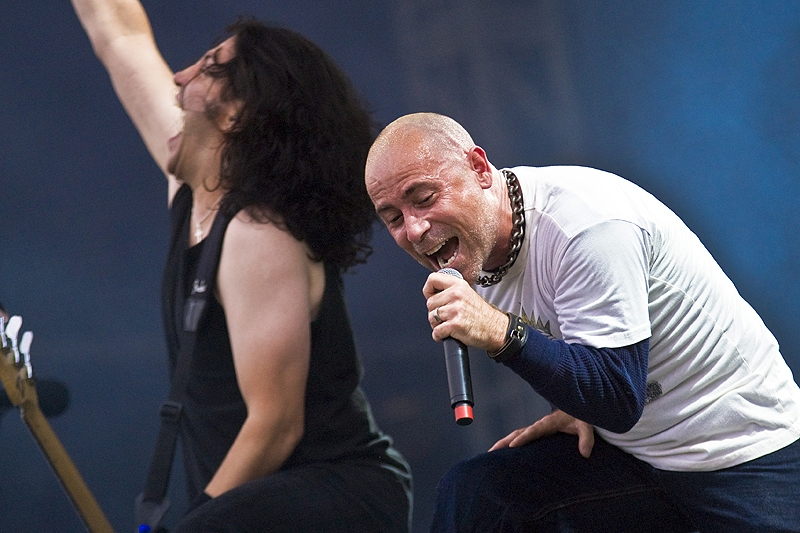
Frank Bello och tidigare sångaren John Bush, 2009.

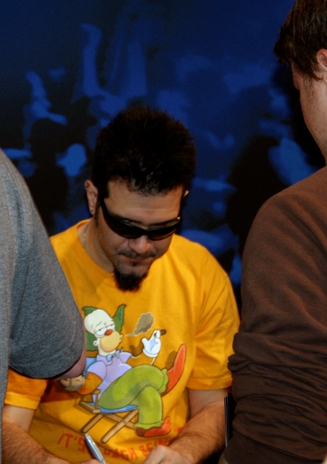
Charlie Benante, trummis, 2009.

Anthrax grundades av gitarristen Scott Ian (eg. Scott Ian Rosenfeld) under den tid han gick på Bayside High School i Queens, tillsammans med gitarristen Dan Lilker och basisten Kenny Kushner. Lilker var enligt en del uppgifter den som föreslog bandnamnet Anthrax medan enligt andra Scott Ian fick idén till namnet under en biologilektion i high school. Kenny Kushner fick snart ge plats åt Paul Kahn som i sin tur ersattes av Dan Lilker som basist. Den vakanta platsen som andre gitarrist fylldes då av Greg Walls. Sångare under kortare perioder var efter varandra John Connelly, Dirk Kennedy och Scotts yngre bror Jason Rosenfeld, innan Neil Turbin tog över. Dave Weiss var bandets trummis en kort period innan han skadades allvarligt och fick lämna sin plats åt Greg D'Angelo. Denna sättning genomförde ett stort antal spelningar och spelade då egna låtar, som Satan's Wheels och Hunting Dogs, men också coverversioner på låtar av Iron Maiden, Kiss och Judas Priest. Anthrax första demo från 1982 lät mycket i stil med så kallad New Wave of British Heavy Metal, (NWOBHM).
Sommaren 1983 slutade Greg Walls och ersattes för en kort period av Bob Berry innan Dan Spitz från Overkill blev bandets gitarrist och en andra demo spelades in, och för första gången spelade bandet in i studio, Sonic Recording Studios. Greg D'Angelo lämnade bandet för att så småningom bli medlem i White Lion och ny trummis blev Charlie Benante. Senare samma år gav bandet ut en 7"-singel med titelspåret Soldiers of Metal och B-sidan Howling Furies, vilket var en tidigare gjord inspelning med D'Angelo på trummor. Producent för singeln var Ross the Boss (Ross Friedman) från Manowar. På två veckor såldes 3 000 exemplar av singeln. Anthrax skrev därefter kontrakt med Megaforce Records och spelade in sin första fullängdsplatta i slutet av 1983. Bandet gjorde ett antal spelningar bland annat i Boston som förband åt den schweiziska gruppen Krokus.
Debutalbumet Fistful of Metal gavs ut i februari 1984 och producerades av Carl Canedy från heavy-metal-bandet The Rods. I bookleten hälsar Anthrax sina fans med "To the bangers of the world who are the pulse of this aggressive METAL movement that is taking the world by storm. This album is for YOU."
Megaforce Records återutgav albumet på cd 1992 och 1998 kom ännu en utgåva, nu som dubbel-cd tillsammans med EP:n Armed and Dangerous.

### Spreading the DiseaseochAmong the Living(1984 – 1987)
Neil Turbin lämnade bandet och för en kortare tid var Matt Fallon bandets sångare, innan Joey Belladonna (eg. Joseph Ballardini) tog över bakom mikrofonen. Matt Fallon var därefter under en period sångare i hårdrocksgruppen Skid Row. Även basisten Lilker lämnade Anthrax för att bilda hardcore-/thrash metal-bandet Nuclear Assault och hans ersättare på basen blev Charlie Benantes yngre släkting Frank Bello. Detta blev bandets mest framgångsrika sättning inte minst på grund av Belladonnas skolade röst som vid denna tid var vida överlägsen till exempel thrash metal-kamraterna James Hetfield i Metallica och Tom Araya i Slayer.
Första utgivningen med Belladonna som sångare blev EP:n Armed and Dangerous, utgiven i februari 1985, vilken består av återinspelningar av tidigare material samt en Sex Pistols-cover av God Save the Queen. De två sista spåren på skivan är de tidigare inspelade Soldiers of Metal och Howling Furies med Turbin som sångare och Lilker på bas. Scott Ian och Charlie Benante fortsatte dock samarbetet med Dan Lilker och tillsammans med M.O.D:s sångare Billy Milano gav de under namnet Stormtroopers of Death ut albumet Speak English or Die ett par månader innan Anthrax andra fullängdsalbum släpptes.
Under maj månad turnerade Anthrax med Agent Steel och Dan Spitz tidigare band Overkill i Metal Hammer Road Shows. En livevideo med de tre banden spelades in i Tyskland under turnén och gavs ut av Metal Hammer senare samma år under namnet US Speed Metal Attack. Det självproducerade andra fullängdsalbumet, Spreading the Disease, gavs ut i oktober 1985 och gjorde att Anthrax uppmärksammades av de stora skivbolagen. Albumet gick in på Billboard 200-listan på plats 113. Island Records kontrakterade bandet och gav ut det tredje albumet Among the Living i mars 1987. Låten Efilnikufesin (N.F.L.) handlar om tragedin med skådespelaren John Belushis drogrelaterade död. Spåren Indians och I am the Law gavs ut som singlar och hamnade båda på försäljningslistorna. De båda låtarna spelas ofta live av Anthrax och Indians har även framförts med Belladonna i full indianhövdingmundering.
Among the Living var det första Anthrax-album som sålde Guld och det tog sig in på plats 62 på Billboard 200-listan. Skivan är tillägnad minnet av Cliff Burton, Metallica-basisten som dog i en bussolycka under en turné i Sverige. Albumet blev en omedelbar världssuccé mycket på grund av starka låtar som "I Am the Law", som hyllar seriekaraktären Judge Dredd, tillsammans med titelspåret, "Cauht In A Mosh" och "NFL  (Efilnikufesin)". Among the Living förde Anthrax in i det internationella rampljuset. Bandet hade anammat en mer avslappnad och humoristisk image jämfört med till exempel de andra tre "Big Four"-banden Slayer, Metallica och Megadeth. Bandets scenshower var ofta väldigt underhållande och kunde överträffa huvudbandet Metallica på deras gemensamma turnéer vid den här tiden.
I februari 1987 turnerade Anthrax i mellaneuropa med support av Celtic Frost och Crimson Glory. Bandet turnerade också i Nordamerika som support till Kiss och senare under året återvände Anthrax till Europa tillsammans med Testament, Exodus och Celtic Frost.
Bandets ökande popularitet i Japan ledde till att debutalbumet Fistful of Metal återutgavs där under namnet Fistful of Anthrax. Som bonusspår återfinns liveinspelningar av låtarna Panic och Rise Hell med Belladonna som sångare. Senare under året släpptes EP:n I'm the Man vars titelspår, rap metal-låten I'm the Man spelades flitigt i radio och sålde i över 500 000 exemplar vilket gav Anthrax sin första platinumutmärkelse. EP:n innehåller även två liveversioner av I'm the Man samt en cover på Black Sabbaths låt Sabbath Bloody Sabbath.

### State of EuphoriaochPersistence of Time(1988 – 1992)
I början av 1988 utgavs livevideon Oidivnikufesin ("nice fuckin' video" utläst baklänges), inspelad i London, England, i november året innan. Tillsammans med producenten Alex Perialis spelade Anthrax under året in sitt fjärde studioalbum och State of Euphoria släpptes i september. Förutom de egna låtarna innehåller skivan en cover av Trusts låt Antisocial. Med detta album fortsatte Anthrax öka sin popularitet och sina försäljningssiffror, med plats 30 på amerikanska försäljningslistan och plats 12 på den brittiska. Bandet turnerade intensivt under året och öppnade bland annat för Ozzy Osbournes arenashower samt spelade i England tillsammans med Living Color. Därefter genomfördes en omfattande MTV-sponsrad turné med Exodus och Helloween som supportband. Musikerna i Anthrax deltog också på en rap-singel med New York-baserade U.F.T.O.
Under inspelningen av State of Euphoria spelades också ett antal cover-låtar in, bland andra The Sex Pistols Friggin, Kiss Parasite, Trusts Sects och The Ventures Pipeline. Tillsammans med Now It's Dark från State of Euphoria samt en fransk version av Antisocial utgör dessa den år 1989 utgivna EP:n Penikufesin ("nice fuckin' EP" baklänges). Denna skiva släpptes aldrig officiellt i USA utan endast i Europa.
I augusti 1990 utgavs Persistence of Time, Anthrax femte studioalbum, producerat av Mark Dodson. Försäljningsframgångarna fortsatte och albumet hamnade på en 24:e plats på Billboardlistan, då det sålde i mer än 600 000 exemplar. Detta blev det sista studioalbum bandet gav ut på Island Records då man därefter beslöt att lämna skivbolaget som hade köpts upp av PolyGram.
I slutet av året turnerade Anthrax i Europa som förband till Iron Maiden, och året därpå, 1991, var bandet huvudband i den amerikanska delen av Clash of the Titans tour tillsammans med Slayer och Megadeth, och med Alice in Chains som öppningsband. En turné med rap-akten Public Enemy genomfördes också innan Anthrax samlade ihop gammalt, och spelade in nytt, material till samlingsskivan Attack of the Killer B's som innehåller liveupptagningar, ett par nya låtar, tidigare inte utgivna spår och nyinspelningar av flera gamla låtar. Bring the Noise är en nyinspelad Public Enemy-cover. Låten spelades mycket i radio och bidrog till att Anthrax musik spreds även bland lyssnare utanför skaran av hårdrockfans. Under året släpptes även de två videorna Live Noize, inspelad under Persistence of Time-turnén, och Through Time (P.O.V.) samt EP:n Free B's.
År 1992 lämnade Belladonna bandet och ersatt av John Bush som tidigare frontat det kaliforniska bandet Armored Saint. Bushs namn är också känt för att han tackade nej till att bli Metallicas sångare när han tillfrågades 1982.

### Sound of White NoiseochStomp 442(1992 – 1997)
Med John Bush som ny sångare gick Anthrax åter in i studion för att spela in sitt sjätte album. I maj 1993 släpptes albumet Sound of White Noise, producerat av Dave Jerden och utgivet av bandets nya skivbolag Elektra. Albumet såldes i över en miljon exemplar och gav en sjunde placering på Billboard Top 10-listan, vilket är Anthrax bästa albumplacering fram till idag. Olika utgåvor innehöll förutom 11 originalsånger också, i olika omfattning, covers på låtar av Cheap Trick, Thin Lizzy, The Smiths, Beastie Boys och Kiss samt en ommix av låten Black Lodge.
Albumet Live (The Island Years) som gavs ut i april 1994 är, som namnet antyder, en samling av Anthrax inspelningar under det tidigare skivbolaget Island. De första åtta spåren är inspelade i Irvine Meadows, Kalifornien, i oktober 1991, medan de fyra återstående låtarna spelade in med publik för Seton Hall-universitetets radiostation WSOU, i Electric Lady Studio i januari 1992. Albumet mixades av Michael Berbiero och Steve Thompson. Anthrax inledde nu ett samarbete med produktionsbolaget The Butcher Brothers för albumet Stomp 442. Gitarristen Dan Spitz lämnade bandet innen inspelningarna började och utöver Scott Ian hörs på albumet gitarristerna Paul Crook samt Dimebag Darrell från Pantera. Stomp 442 släpptes i oktober 1995 och försäljningen resulterade i en förhållandevis blygsam 47:e placering på Billboard-listan. Bandets popularitet som liveband hade dock inte påverkats negativt och bland annat genomfördes en turné tillsammans med horrorpunkbandet The Misfits.
Det skulle dröja tre år innan Anthrax åter gav ut nytt material och under den tiden aktiverades en del sidoprojekt. Scott Ians och Benantes tidigare band S.O.D. genomförde med sin originalsättning en Amerikaturné under 1997. Doom Squad var ett projekt med Scott Ian och John Bush tillsammans med Armored Saints basist Joey Vera samt trummisen Gonzo och Jörg Fisher från Accept på gitarr. Doom Squad deltog på ett hyllningsalbum för Judas Priest, där bandet bidrog med sin version av låten Burnin' Up (från albumet Hell Bent for Leather).

### Vol. 8: The Threat Is Realoch 11/9-attackerna (1998 – 2002)
Den instabila situationen utan en fast andre gitarrist fortsatte och på 1998 års Vol. 8: The Threat Is Real delas gitarrspelet mellan Scott Ian, Charlie Benante och Paul Crook. Dimebag Darrell spelar på låtarna Inside Out och Born Again Idiot medan hans bandkamrat från Pantera, Phil Anselmo gästsjunger på Killing Box. På det dolda avslutningsspåret Pieces sjunger Frank Bello.
Försäljningssiffrorna minskade igen och albumet stannade på en 118:e placering på Billboard-listan. Albumet återutgavs 2003 av Sanctuary Records och då med bonusspåren Giving the Horns, Radiohead-covern The Bends och D.R.I.-covern Snap / I'd Rather Be Sleeping. Året därpå släppte Anthrax en "Best of"-platta, Return of the Killer A's, med både Belladonna och Bush som sångare och även med den tidigare basisten Dan Lilker gästande på ett spår. Bush blev kvar i Anthrax men deltog också i Armored Saints tillfälliga återförening under 1999 med plattan Revelation, samt som gästsångare i Six Feet Unders Scorpion-cover Blackout på plattan Graveyard Classics. Return of the Killer A's innehåller ett urval av bandets bästa låtar som hade valts av fansen via bandets webbsida.
Som support till Mötley Crüe turnerade Anthrax i Amerika under 2000, med Snake från Skid Row som gästande gitarrist. Året därpå bidrog bandet till Twisted Sister-tributen Twisted and Strange, med låten Destroyer. Bandet tillkännagav också ett nytt samarbete med Beyond Records. Det var planerat att bandet skulle genomföra en turné i USA med Judas Priest men efter 11 september-attackerna ställdes alla dessa shower in. I samband med de så kallade mjältbrandsattackerna under veckorna därefter ifrågasattes bandet och deras namn (Anthrax = mjältbrand). Anthrax fans tillfrågades också om bandet borde byta namn, men det skedde aldrig något namnbyte. Tillsammans med bland andra Overkill, Sebastian Bach och ett återförenat Twisted Sister deltog Anthrax i en konsertkväll till stöd för poliser och brandmän som fallit offer för attackerna mot World Trade Center. I oktober genomförde bandet en Europaturné tillsammans med Motörhead.

### We've Come for You Alloch återförening (2003 – 2005)
We've Come for You All är Anthrax nionde studioalbum. Efter flera fördröjningar gavs albumet ut i februari 2003 i Europa och 6 maj i USA. Utöver den vanliga utgåvan finns en begränsad utgåva med två bonusspår, första singeln Safe Home i akustisk version samt en cover av Ramones We're A Happy Family. Albumet ansågs vara en återkomst till bandets gammal form men kom inte högre än till plats 122 på försäljningslistan. Vid samma tid gjordes en ny Anthrax-låt tillgänglig för nedladdning på nätet, Love Siege, som spelades in för att ingå i filmen Ghost of Mars av regissören John Carpenter. På låten deltar gitarristen Buckethead från Guns 'N Roses som solist.
En video spelades in till singeln Safe Home. I videon framträder både poppunk-bandet Sum 41 och Matrix-skådespelaren Keanu Reeves. Anthrax turnerade i Europa med belgiska After All som support och därefter åter med Motörhead i maj. Under sommaren turnerade bandet i USA med först Lamb of God, sedan Lacuna Coil, som support. Som det uppdiktade bandet Titannica uppträdde bandet i TV-filmen Run Ronnie Run.
Under 2004 lämnade Frank Bello bandet efter 20 år för att delta i en ny gruppering i Los Angeles, startad av Helmets Page Hamilton. Anthrax engagerade Joey Vera från Armored Saints some livebasist för kommande turnéer i Japan och Australien med Killswitch Engage och Soilwork som support. Bandets andra livealbum, Music of Mass Destruction, inspelad vid en konsert i Chicago i december året innan, gavs ut av Sanctuary Records i april samma år. En live-DVD med samma titel gavs ut samtidigt. I november släpptes samlingsalbumet The Greater of Two Evils, liveinspelat i studio under två dagar, vilket täcker bandets historia under åren 1984 till 1990. Urvalet av de 14 låtarna som ingår gjordes genom tusentals röster från fansen på Anthrax officiella webbplats, www.anthrax.com.
I april 2005 tillkännagavs en återförening av den klassiska Anthrax-sättningen med återvändande Joey Belladonna, Dan Spitz och Frank Bello. Bandet turnerade i Australien tillsammans med Mortal Sin och deltog även med ett kort framträdande på Metal Hammer magazines gala, med låtarna Got the Time, Caught in a Mosh och Indians för att avsluta med Panteras A New Level med gästande Brian Fair från Shadows Fall. I september ersatte Anthrax Dream Theater som andra huvudband tillsammans med Megadeth på dessas Gigant Tour-spelningar i USA och Kanada. I september och oktober var bandet åter förband för Judas Priest. Ett samlingsalbum med två cd, Anthrology: No Hit Wonders (1985-1991), släpptes i september och samma månad kom en live-cd och motsvarande DVD kallade Alive 2.

### 2007 – 2009
Efter något år av återföreningskonserter lämnade sångaren Belladonna åter bandet. I december 2007 tillkännagavs att ny sångare blev Dan Nelson, tidigare bland annat i Devilsize. Den tidigare gitarristen Rob Caggiano återvände också till bandet.
Under 2007 släppte Anthrax två livealbum, Extended Versions utgivet av Sony BMG och Caught in a Mosh: BBC Live in Concert som gavs ut av Universal Music. Dessutom släpptes samlingsalbumet Colour collection 1985-90. I maj 2008 gav Anthrax, nu med sångaren Nelson, i Chicago sin första konsert på 19 månader, och i augusti spelade bandet i Korea för första gången någonsin. I oktober tillkännagavs att ett nytt album var under inspelning. I mars 2009 spelade Anthrax för första gången i Colombia, som förband till Iron Maiden.
I maj 2009 mixades Anthrax tionde studioalbum, det första på sex år, och Worship Music fick beräknat utgivningsdatum i oktober. Bandet bestod under inspelningen av Dan Nelson på sång, Scott Ian och Rob Caggiano på gitarr, trummisen Charlie Benante och Frank Bello på bas. Under sommaren gästade bandet ett antal festivaler i Europa, bland andra den turnerande festivalen Sonisphere. Dock fick Anthrax ställa in Sonisphere-spelningen i Sverige, samt två följande spelningar i Danmark och Tyskland, eftersom sångaren Dan Nelson blev allvarligt sjuk. Några dagar senare meddelades att Anthrax och Nelson gått skilda vägar.

### Worship Music, Belladonna åter bakom mikrofonen (2010 – )

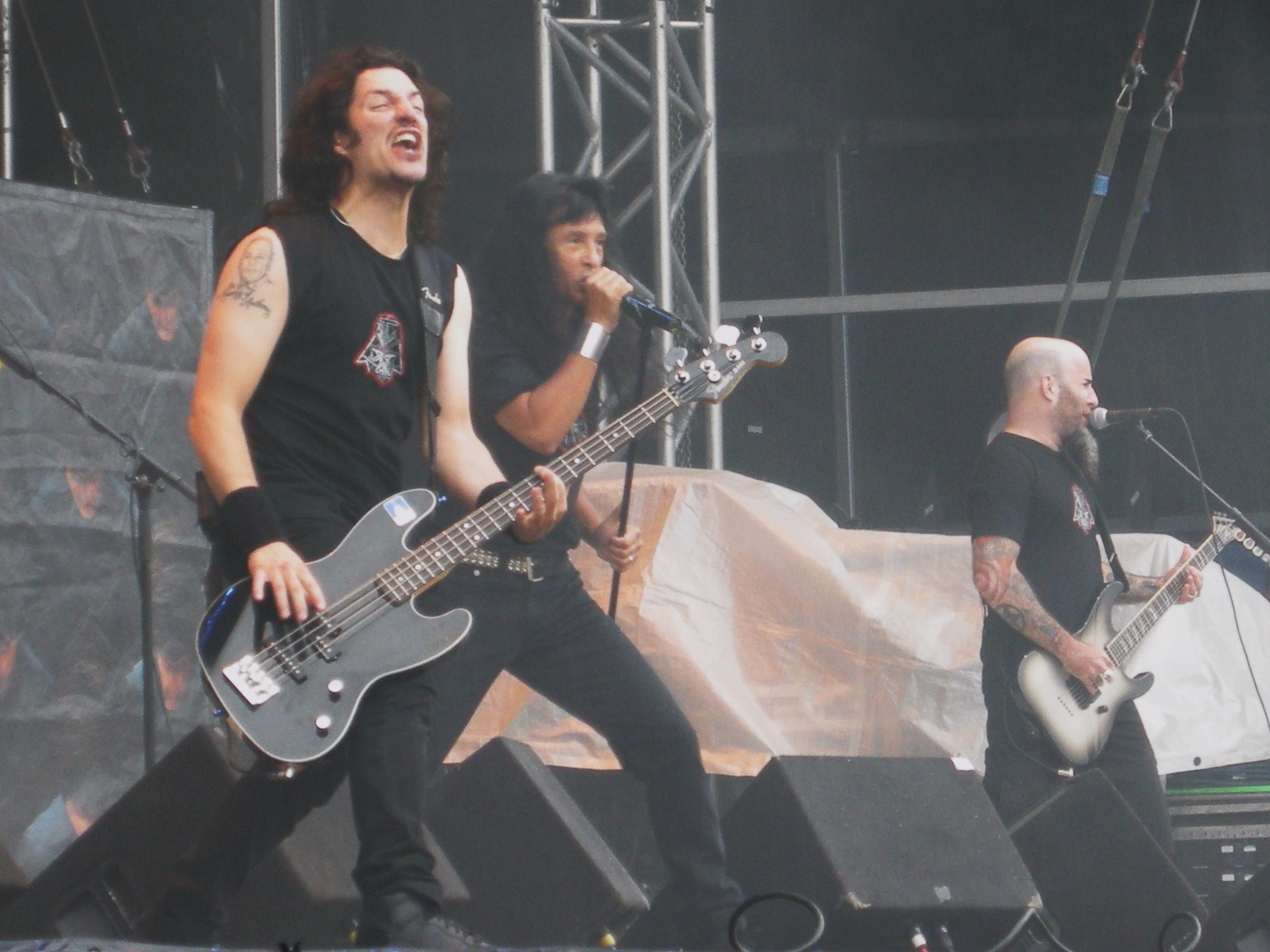
Frank Bello, Joey Belladonna och Scott Ian på Sonisphere Stockholm 2010

Det planerade albumets utgivning sköts upp och nytt utgivningsdatum angavs först till någon gång under 2010, och då med sång av den tidigare vokalisten John Bush. Bush var dock inte beredd att lämna övriga åtaganden, han hade nyligen släppt ett album med sitt band Armored Saint, för att helt och fullt satsa på Anthrax igen och den 5 maj 2010 meddelade bandet att Joey Belladonna återinträdde som sångare i Anthrax. Bandet räknade med att använda en del av de redan inspelade låtarna till nästa album, med nyinspelad sång av Belladonna, medan andra skulle kunna komma att spelas in helt på nytt. Albumet beräknades utges under 2011.
En "The Big Four of Thrash"-turné genomfördes sommaren 2010 inom ramen för den ambulerande Sonispherefestivalen, då Anthrax spelade tillsammans med Metallica, Slayer och Megadeth. En DVD-box från konserterna i Bulgarien släpptes i oktober 2010. Anthrax spelade in låten New Noise av det svenska bandet Refused till det kommande albumet Worship Music. I april 2011, var Anthrax för första gången huvudband på festivalen Pulp Summer Slam i på Filippinerna, med Death Angel och HellYeah. I juni släpptes singeln Fight 'Em 'Til You Can't från det kommande albumet för fri nedladdning på bandets webbplats, som ett tack för att fansen väntat flera år på det utlovade albumet. I augusti släpptes en andra singel, The Devil You Know, och 13 september 2011  utgavs Anthrax tionde studioalbum, Worship Music.
Tillsammans med Slayer och Slipknot var bandet huvudakt på Rockstar Mayhem-festivalen 2012. I januari 2013 meddelade bandet att gitarristen Rob Caggiano lämnat bandet. Senare började han spela med danska Volbeat. En vecka senare meddelades att Jonathan Donais från Shadows Fall skulle spela gitarr under den kommande turnén och från augusti samma år blev Donais permanent gitarrist i bandet. I mars 2013 släppte Anthrax Anthems, en EP med coverversioner på låtar från 1970-talet av bland annat AC/DC och Thin Lizzy.

### For All KingsochKings Among Scotland(2016 – )
Enligt Scott Ian började bandet arbeta på material till ett nytt album i slutet av 2013. I september 2014 släpptes en konsertvideo, Chile on Hell, som hade spelats in på Teatro Caupolicán i Santiago de Chile 10 maj samma år. Tidigt under 2015 bekräftade bandet en kommande turné med Volbeat samt att de hade börjat spela in nytt material för ett kommande album. Bandets elfte studioalbum For All Kings släpptes 26 februari 2016.
I april 2018 släpps en live-DVD, Kings Among Scotland, med konsertmaterial inspelat vid bandets utsålda konsert på Barrowland Ballroom, Glasgow, Skottland 18 februari 2017. Filmen innehåller hela scenshowen samt intervjuer och material från "back stage". Albumet ges ut av Megaforce Records 27 april. Konserten och DVD:n är uppdelad i två akter där bandet i första delen spelar favoriter som deras fans röstat fram såsom "Madhouse", "Be All, End All", "Breathing Lightning" och "A.I.R.". I den andra delen spelar Anthrax hela 1987 års album Among The Living, med bland andra låtar som "Caught In A Mosh", "I Am The Law", "Indians" och "Efilnikufesin (N.F.L.)". Kings Among Scotland producerades, filmades och regisserades av Green tillsammans med Anthrax ljudproducent Jay Ruston. Omslagsbilden har skapats av Steve Thompson.

## Medlemmar

### Nuvarande medlemmar
- Scott Ian – gitarr, bakgrundssång (1981–)
- Charlie Benante – trummor (1983–)
- Frank Bello – basgitarr, bakgrundssång (1984–2004, 2005–)
- Joey Belladonna – sång (1984–1992, 2005–2007, 2010–)
- Jonathan Donais – gitarr (2013–)

### Tidigare medlemmar
Sång
- John Connelly (1981)
- Dirk Kennedy (1981)
- Jason Rosenfeld (1981–1982)
- Neil Turbin (1982–1984)
- Matt Fallon (1984)
- John Bush (1992–2005, 2009–2010)
- Dan Nelson (2007–2009)

Gitarr
- Dan Lilker (1981)
- Greg Walls (1981–1983)
- Dan Spitz (1983–1995, 2005–2007)
- Bob Berry (1983)
- Paul Crook (1995–1998)
- Rob Caggiano (2001–2005, 2007–2012)

Basgitarr
- Kenny Kushner (1981)
- Paul Kahn (1981)
- Dan Lilker (1981–1984)
- Joey Vera (2004–2005)

Trummor
- Dave Weiss (1981)
- Greg D'Angelo (1981–1983)

## Diskografi

### Demo
1982 - First Demo
1. Across the River / Howling Furies
2. I Will Take You There
3. Leader of the Land
4. [okänd titel]

Total speltid 16:55
1983 - Howling Furies
1. Howling Furies
2. Panic
3. Hate
4. Satans Wheels
5. Hellfire

Total speltid 19:00
1983 - second demo
1. Soldiers of Metal
2. Panic
3. Hellfire
4. Anthrax
5. Across the River-Howling Furies

### Studioalbum
- 1984 – Fistful of Metal
- 1985 – Spreading the Disease
- 1987 – Among the Living
- 1988 – State of Euphoria
- 1990 – Persistence of Time
- 1993 – Sound of White Noise
- 1995 – Stomp 442
- 1998 – Vol. 8: The Threat Is Real
- 2000 – Fistful of Metal/Armed and Dangerous
- 2003 – We've Come for You All
- 2011 – Worship Music
- 2016 – For All Kings

### EP och singlar
- 1983 – "Soldiers of Metal" (singel)
- 1985 – Armed and Dangerous (EP)
- 1986 – "Madhouse" (singel)
- 1987 – I'm the Man (EP)
- 1987 – "I am the Law" (singel)
- 1987 – "Indians" (singel)
- 1987 – "I'm the Man" (singel)
- 1988 – "Make Me Laugh" (singel)
- 1988 – "Anti-Social" (singel)
- 1989 – Penikufesin (EP)
- 1990 – Got the Time (EP)
- 1990 – In My World (EP)
- 1991 – Free B's (EP)
- 1991 – "Bring the Noise" (singel)
- 1993 – "Hy Pro Glo" (singel)
- 1993 – "Only" (singel)
- 1993 – "Room for one More" (singel)
- 1993 – "Black Lodge" (singel)
- 1995 – "Fueled" (singel)
- 1995 – "High Octane" (singel)
- 1996 – Nothing (EP)
- 1996 – "Bordello of Blood" (singel)
- 1998 – "Born Again Idiot" (singel)
- 1998 – "Inside Out" (singel)
- 1999 – "Ball of Confusion" (singel)
- 2003 – Summer 2003 (EP)
- 2003 – "Safe Home" (singel)
- 2003 – "Taking the Music Back" (singel)
- 2011 – "Fight Em Til You Can't" (singel)
- 2011 – "The Devil You Know" (singel)
- 2013 – Anthems (EP)
- 2015 – "Evil Twin" (singel)
- 2016 – "Breathing Lightning" (singel)
- 2016 – "In the End" (singel)
- 2016 – "A Monster at the End" (singel)
- 2016 – "Leftoverthrax" (singel)

### Livealbum
- 1994 – Live (The Island Years)
- 2004 – Music of Mass Destruction
- 2005 – Alive 2
- 2007 – Extended Versions
- 2009 – Caught in a Mosh: BBC Live in Concert
- 2010 – Live at the Sonisphere (EP)
- 2014 – Chile on Hell

### Samlingsalbum och splitalbum
- 1987 – Fistful of Anthrax
- 1989 – Anthrax / D-A-D (split)
- 1991 – Attack of the Killer B's
- 1998 – Moshers
- 1999 – Return of the Killer A's
- 2001 – Madhouse: The Very Best Of Anthrax
- 2002 – Universal masters collection
- 2002 – The Collection
- 2004 – The Greater of Two Evils
- 2005 – Anthrology: No Hit Wonders (1985-1991)
- 2007 – Colour collection 1985-90
- 2012 – Icon
- 2013 – Aftershock: The Island Years 1985-1990
- 2013 – Essential
- 2016 – Sound of White Noise / Stomp 442

## Videografi
- 1986 – US Speed Metal Attack (VHS)
- 1987 – Oidivnikufesin (VHS)
- 1991 – Live Noize (VHS)
- 1991 – Through Time (P.O.V.) (VHS)
- 1996 – Nothing (VHS)
- 1999 – Return of the Killer As: Video Collection (VHS)
- 2004 – Rock Legends (DVD)
- 2004 – Music Of Mass Destruction (DVD)
- 2005 – Alive 2: The DVD (DVD)
- 2005 – Anthrology: No Hit Wonders (1985-91) The Videos (DVD)
- 2010 – The Big 4 Live from Sofia, Bulgaria (DVD/Blu-ray)